# Miniestadi
El Miniestadi estava situat a l'avinguda d'Aristides Maillol de Barcelona, en un complex esportiu on també es troben el Camp Nou, el Palau Blaugrana, el Palau de Gel, el Museu del Futbol Club Barcelona, la botiga oficial i les oficines del club.

## Història i descripció
Projectat pels arquitectes Josep Casals i Ramon Domènech, fou inaugurat 23 de setembre de 1982 i tenia una capacitat per a 15.276 espectadors, tots asseguts.
El 27 d'agost de 2019 fou inaugurat l'estadi Johan Cruyff a la Ciutat Esportiva Joan Gamper de Sant Joan Despí, i l'octubre del mateix any, el Minestadi va començar a ser enderrocat per a permetre la construcció del nou Palau Blaugrana.

## Esdeveniments
- Partit entre el Barça Athletic contra el primer equip del Reial Madrid en la Copa del Rei de futbol, resultat final 0-0. (1983-1984).
- La selecció andorrana va disputar partits com a local al Mini Estadi.
- Els Barcelona Dragons van jugar els partits de l'any 2002.
- Les finals de la Lliga de Campions de París 2006 i Roma 2009 es van poder veure al Mini Estadi en pantalla gegant.

## Galeria

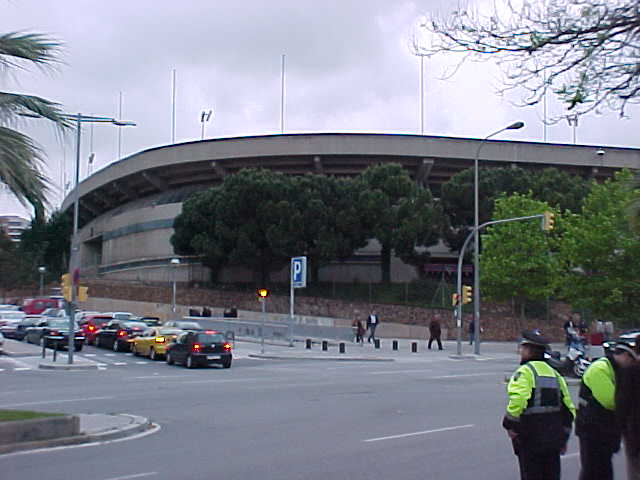
Imatge exterior del Mini estadi
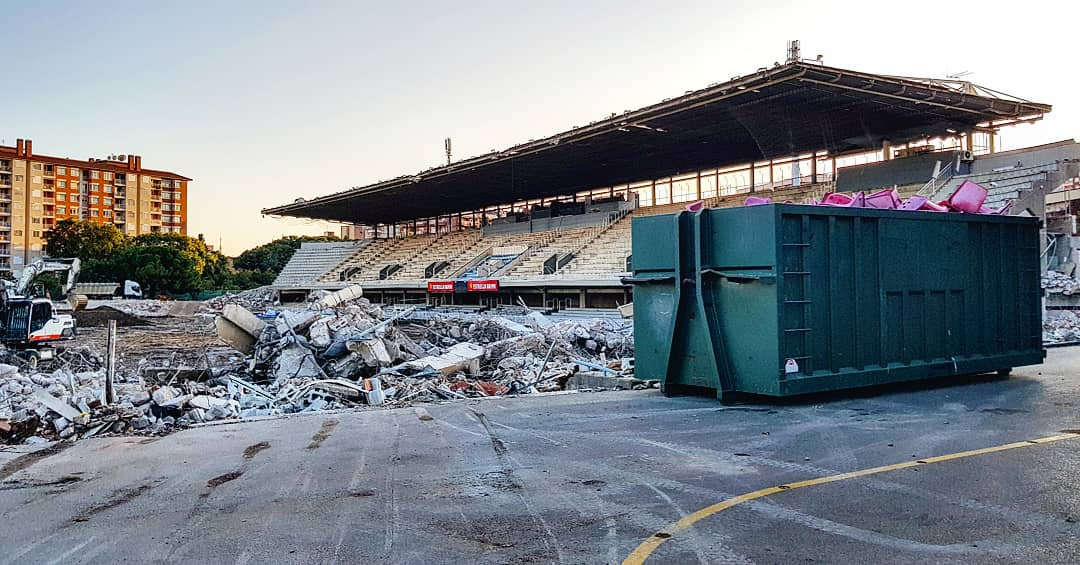
Mini Estadi en procés de demolició, el 10 de novembre de 2019